# Alena Karešová
Alena Karešová, rodným jménem Alena Engelmannová (27. ledna 1927 Praha – 19. července 2019 Praha) byla česká divadelní a filmová herečka, později vysokoškolská pedagožka. Příjmení Karešová je umělecký pseudonym – údajně proto, že její rodiče nesouhlasili s uměleckou dráhou.

## Osobní život
Byla dvakrát vdaná. S prvním manželem se rozvedla, druhý manžel zemřel, obě manželství zůstala bezdětná. Na sklonku života trpěla zdravotními potížemi a po smrti přítele, herce a recitátora Milana Friedla (13. března 1931 – 2. října 2009), bývalého ředitele Lyry Pragensis, se údajně uzavřela do sebe a omezila na minimum komunikaci s okolím. Zemřela v červenci 2019 ve věku 92 let.

## Divadelnictví
Divadelní herectví vystudovala na pražské Divadelní fakultě Akademie múzických umění, v průběhu studií také pohostinsky hrála v Národním divadle v malých rolích ve hrách Xantipa (1947) a Jabloňové sady (1948), školu absolvovala roku 1950. Po absolutoriu se však divadelnímu herectví téměř nevěnovala, jen roku 1958 krátce účinkovala v Pražské estrádě.

## Pedagogická činnost
Namísto divadla nastoupila po ukončení školy roku 1950 na FAMU, kde vedla předmět Práce s hercem na katedře režie a vydala skripta pod názvem Kultura řeči. Vyučovala až do roku 1989 a příležitostně se věnovala překladatelství z/do němčiny.

## Filmové a televizní herectví
Mnohem více rolí než divadlo jí nabídly film a televize, i když šlo převážně o role vedlejší, takřka epizodní nebo dokonce jen vypravěčský doprovod. Poprvé se před kamerou objevila roku 1954, a to v drobné roli účastnice schůze v satirické komedii Nejlepší člověk režisérů Václava Wassermana a Ivo Nováka. Během dalších dvaceti let odehrála několik dalších malých rolí, až v 70. letech si režiséři oblíbili její typický „učitelský“ zjev – jako autoritativní žena s přísnou tváří, vlasy nakrátko střiženými a s výraznými brýlemi začala být obsazována do typově vhodných rolí ve vážných i zábavných dílech.
Pravděpodobně nejčastěji hrála zdravotní sestry, jako např. ve filmech Ta chvíle, ten okamžik (1981, režie Jiří Sequens), Sestřičky (1983, režie Karel Kachyňa) nebo Jak básníkům chutná život (1987, režie Dušan Klein). Nevyhýbaly se jí ani role úřednic, jak dosvědčuje např. komedie Křtiny (1981, režie Zdeněk Podskalský), případně sekretářek a asistentek – mj. Smrt na cukrovém ostrově (1961) nebo Prodavač humoru (1984). Slavné jsou i její role učitelek – Konečně si rozumíme (1976), Velké přání (1981) a snad vůbec její nejslavnější rolí je fyzikářka v komedii Bota jménem Melichar (1983, režie Zdeněk Troška), jejíž proslovy pronikly i do běžné mluvy – zejména věty „Já počkám. Já mám času dost.“ a „Pojď se mnou do kabinetu!“. Až mnohem později jí byla dopřána role baronky, a to v pohádce Nesmrtelná teta (1993, režie Zdeněk Zelenka). Její poslední filmovou rolí byla překladatelka ve filmu Válka barev (1995, režie Filip Renč).
V televizi se kromě několika rolí v inscenacích a seriálech osvědčila jako komentátorka a vypravěčka, její laskavě znějící hlas nás doprovází například v seriálech Arabela (1979) a Létající Čestmír (1983).

## Filmografie
- 1954 Nejlepší člověk – mladá žena na schůzi
- 1957 Schůzka o půl čtvrté... (studentský film) – prodavačka v potravinách
- 1958 Hlavní výhra – úřednice Svazarmu
- 1959 Zkouška pokračuje – Kubova asistentka
- 1961
  - Kotrmelec
  - Návštěva (studentský film)
  - Smrt na cukrovém ostrově – sekretářka
- 1962 Tarzanova smrt
- 1968 Naše bláznivá rodina
- 1969 Směšný pán – zdravotní sestra Prokešová
- 1971
  - Alfons Karásek v lázních (televizní film)
  - Svět otevřený náhodám
- 1973
  - Kronika žhavého léta
  - Vítr (studentský film)
- 1974 Za volantem nepřítel
- 1976
  - Odysseus a hvězdy
  - Konečně si rozumíme – zástupkyně ředitele školy
- 1977
  - Koncert pro mantinely – harfistka
  - Ať žijí duchové!
  - Oddechový čas – úřednice Kalábová
- 1978 Stíhán a podezřelý
- 1979
  - Historky z Ražické bašty (televizní film)
  - Jak rodí chlap ... Poštovský panáček
- 1980
  - Hra o královnu
  - Vindobóna (studentský film)
  - Trhák – rostlinářka Vokřálová
- 1981
  - Ad akta – hlas v rozhlase a televizoru
  - Křtiny – úřednice
  - Řetěz – vrchní sestra
  - Ta chvíle, ten okamžik – vrchní sestra
  - Velké přání – učitelka Bezděková
- 1982 Od vraždy jenom krok ke lži – zdravotní sestra
- 1983
  - Bota jménem Melichar – fyzikářka Andulka
  - Sestřičky – vrchní sestra
  - Slunce, seno, jahody – Pláničková
- 1984 Co je vám, doktore? – sestra
  - Kukačka v temném lese – Frau Lütke
  - Prodavač humoru – Blinkova sekretářka
- 1985
  - Druhý tah pěšcem – žena v plášti
  - Podivná přátelství herce Jesenia – nalíčená holka
- 1986 Můj hříšný muž
- 1987
  - Jak básníkům chutná život – vrchní sestra
  - Zuřivý reportér – ředitelka Ústavu padlých dívek
- 1988 Proces s vrahy Martynové (televizní film)
- 1990 Čarodějky z předměstí
- 1993
  - Nesmrtelná teta – baronka
  - Zámek v Čechách (televizní film)
- 1994 Díky za každé nové ráno – Šindelářová
- 1995 Válka barev – překladatelka

### Televizní seriály
- 1970 Fantom operety
- 1974 30 případů majora Zemana
- 1979 Arabela – vypravěčka (jen hlas)
- 1982 Dynastie Nováků
- 1982 Malý pitaval z velkého města
- 1983
  - Lekár umierajúceho času
  - Létající Čestmír – vypravěčka (jen hlas)
  - Krásná Wilhelmína
- 1984 My všichni školou povinní
- 1985 Slavné historky zbojnické
- 1986 Hvězdy nad Syslím údolím
- 1993 Arabela se vrací aneb Rumburak králem Říše pohádek – vypravěčka (jen hlas)